# بی شور (نیویورک)
بی شور (به انگلیسی: Bay Shore) یک منطقهٔ مسکونی در ایالات متحده آمریکا است که در شهرستان سافک، نیویورک واقع شده‌است. بی شور ۱۴٫۳ کیلومتر مربع مساحت و ۲۶٬۳۳۷ نفر جمعیت دارد و ۵ متر بالاتر از سطح دریا واقع شده‌است.